# Castrul roman de la Odorheiu Secuiesc
Castrul roman de la Odorheiu Secuiesc este înscris pe 
lista monumentelor istorice din județul Harghita elaborată de Ministerul Culturii și Patrimoniului Național din România în anul 2010 (cod HR-I-m-B-12692.02).